# Jędker
Jędker, również Jędker Realista, właśc. Andrzej Wawrykiewicz (ur. 1977 w Warszawie) – polski raper, wokalista, autor tekstów, producent muzyczny i surfer. Członek zespołów WWO, Fundacja nr 1 i Monopol oraz kolektywu ZIP Skład. Prowadził również solową działalność artystyczną. Członek Akademii Fonograficznej ZPAV. Właściciel wytwórni muzycznej Entyrecords LTD.
Współpracował z takimi wykonawcami, jak Zipera, Mor W.A., Brahu, Numer Raz, Eldo, Pono, Bosski Roman, Popek, DJ Decks, Robert M, Fu, TPWC, czy HiFi Banda.

## Działalność artystyczna
Andrzej Wawrykiewicz działalność artystyczną rozpoczął w 1996 w formacji Fundacja nr 1. Rok później wraz z zespołem, a także członkami TPWC utworzył kolektyw ZIP Skład. Początkowo działalność grupy była skupiona w artystycznym podziemiu. Debiut fonograficzny rapera znalazł się na wydanej w 1998 kompilacji Hiphopowy raport z osiedla w najlepszym wykonaniu. Na płycie ukazały się dwa utwory ZIP Skład: „Koncerty” i „Nie warto”. Także w 1998 ZIP Skład gościł na płycie prekursorów hip-hopu w Polsce – zespołu Wzgórze Ya-Pa 3 pt. Ja mam to co ty. Następnie formacja podpisała kontrakt z należącą do Krzysztofa Kozaka wytwórnią R.R.X. W efekcie powstał debiutancki album grupy pt. Chleb powszedni, który ukazał się 6 września 1999.
Również w 1999, Jędker wraz z Sokołem założył zespół WWO. Debiutancki album duetu zatytułowany Masz i pomyśl ukazał się 6 września 2000. Materiał dotarł do 31. miejsca zestawienia OLiS. Gościnnie w nagraniach wzięli członkowie ZIP Składu, w tym m.in. Pono, Koras i Fu, a także DJ 600V, DJ Deszczu Strugi, Włodi i Pele znani z grupy Molesta Ewenement. Z wydanej przez koncern BMG płyty pochodziły przeboje „Obejrzyj sobie wiadomości” i „Jeszcze będzie czas” notowane na Szczecińskiej Liście Przebojów Polskiego Radia. Do piosenek powstały także teledyski. W międzyczasie Jędker wystąpił gościnnie na debiutanckim albumie Mor W.A. pt. Te słowa mówią wszystko. Zwrotki rapera znalazły się w utworze „To czego nie chcą...”.
W 2002, jako trio, z DJ-em Deszczu Strugi w składzie grupa zrealizowała drugi album pt. We własnej osobie. Materiał ukazał się 28 października nakładem należącej do Sokoła oficyny Prosto. Produkcje albumu podjęli się m.in. Waco, White House oraz Noon. Płyta dotarła do 8. miejsca zestawienia OLiS, najwyższego w historii działalności WWO. Na albumie znalazł się prawdopodobnie najpopularniejszy utwór grupy pt. „Damy radę”. Piosenka znalazła się w zestawieniach Szczecińskiej Listy Przebojów oraz programu 30 ton – lista, lista przebojów, odpowiednio na 2. i 23. miejscu. Wydawnictwo uzyskało także nominację do nagrody polskiego przemysłu fonograficznego Fryderyka. Jędker natomiast gościł w międzyczasie na płytach Pona – Hołd (2002) i Fusznika – Futurum (2002).
Kolejne dwa lata grupa intensywnie koncertowała. Jędker wraz z zespołem wziął udział m.in. w trasie „RBK Hip Hop Tour 2004”. Występy były promowane zrealizowaną w tym celu kompilacją różnych wykonawców U ciebie w mieście. 15 listopada 2005 jednocześnie ukazały się dwie płyty WWO: Życie na kredycie według pomysłu Jędkera oraz Witam was w rzeczywistości według pomysłu Sokoła. Nagrania dotarły odpowiednio do 18. i 12 miejsca zestawienia OLiS. Po zakończonej w 2006 trasie koncertowej Jędker wyemigrował do Anglii. Raper nie zaprzestał jednak działalności artystycznej. Tego samego roku powołał projekt muzyki tanecznej pod nazwą Monopol, inspirowany dokonaniami Mory Kante i Sabriny Salerno. W 2007 ukazał się wyprodukowany przez Jędkera debiutancki nielegal Popka Wyjęty spod prawa, rapera związanego z krakowskim zespołem Firma. Tego samego roku ukazał się debiut solowy Wawrykiewicza zatytułowany Czas na prawdę. Wydana w Polsce płyta znalazła się na 28. miejscu listy OLiS.
Również w 2007 raper powołał wytwórnię Entyrecords LTD. Nakładem oficyny ukazał się drugi album Popka pt. HeavyWeight. Pod koniec roku ukazał się debiut nowego projektu Sokoła TPWC – Teraz pieniądz w cenie. Na płycie znalazł się utwór „W aucie” z gościnnym udziałem Franka Kimono, powstały według pomysłu Jędkera. Piosenka odniosła sukces komercyjny, jednakże w aranżacji bez zwrotek Wawrykiewicza. Przyczyną była jego nieobecność w trakcie prac nad teledyskiem. Ostatecznie obraz powstał do zremiksowanej wersji z gościnnym udziałem Freda. W 2008 ostatecznie uformował się skład zespołu Monopol. Rok później ukazał się pierwszy album formacji pt. Product of Poland 100%. Pewną popularność zyskała pochodząca z płyty piosenka „Zodiak na melanżu”.
Drastyczna zmiana stylistyczna przysporzyła Jędkerowi fali krytyki, a także swoistego wykluczenia ze środowiska hip-hopowego. 2010 rok to ostatnie nagrania rapera i współprace z innymi artystami w stylistyce hip-hopowej. Jędker gościł w utworach „Dzień jak co dzień” oraz „I żeby było normalnie”, które znalazły się na kompilacji różnych wykonawców Prosto Mixtape 600V. Także w 2010 ukazał się album z remiksami Monopolu pt. Remixed in Poland. Materiał wydała należąca do rapera wytwórnia Entyrecords LTD. Na rynek muzyczny trafiła także reedycja debiutu ZIP Skład. Zaanonsowano także plan realizacji drugiej płyty formacji. Jednakże w wyniku kontrowersji narastających wokół osoby Jędkera, raper został usunięty ze składu w 2011. 1 kwietnia, również 2011 ukazał się kolejny album Monopolu pt. Eko. W międzyczasie Wawrykiewicz nawiązał współpracę z duetem Groovebusterz. Efektem była piosenka „Ta noc”, do której powstał również teledysk. Na początku 2013 zespół Monopol zakończył działalność.
Po wieloletniej przerwie Jędker wrócił z nowym wydawnictwem pt. X. Płyta ukazała się 7 stycznia 2019 nakładem Wiör Rec. W 2020 ukazała się jego książka zatytułowana Dzienniki pokładowe rapera. W 2022 premierę miał jego kolejny album pt. Y Natura Featy Taktyka.

## Życie prywatne

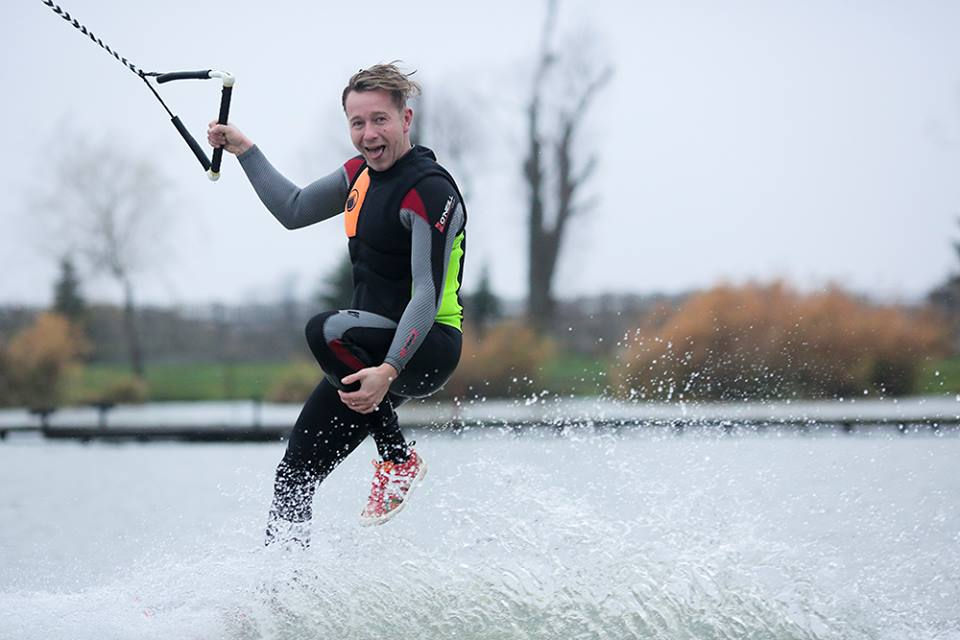
Jędker uprawiający wakeskating (2014)

Kształcił się w policealnej szkole reklamy oraz studiował w Wyższej Szkole Humanistycznej im. Aleksandra Gieysztora w Pułtusku i Szkole Wyższej Psychologii Społecznej w Warszawie.
Wyczynowo uprawiał wakeskating, startował w ramach Pucharu Polski. Po przerwaniu kariery muzycznej wyjechał z Polski, osiadł w Australii przebywając tam 3 lata i 3 miesiące, gdzie zajmował się surfingiem. Uzyskał dyplom Leadership & Management na uczelni w Sydney.
Jego bratem jest Michał Wawrykiewicz (ur. 1971), adwokat, działacz inicjatywy Wolne Sądy.

## Dyskografia
Albumy solowe
| Rok  | Album                                                   | Pozycja na liście |
| Rok  | Album                                                   | POL               |
| ---- | ------------------------------------------------------- | ----------------- |
| 2007 | Czas na prawdę - Data: 14 maja 2007 - Wydawca: Prosto   | 28                |
| 2019 | X - Data: 7 stycznia 2019 - Wydawca: Wiör Rec           | –                 |
| 2022 | Y Natura Featy Taktyka - Data: 2022 - Wydawca: Wiör Rec | –                 |

Single
| Rok                         | Tytuł                                           | Pozycja na liście | Album          |
| Rok                         | Tytuł                                           | 30 ton            | Album          |
| --------------------------- | ----------------------------------------------- | ----------------- | -------------- |
| 2002                        | „Temat zakazany” – Pono (gościnnie: Fu, Jędker) | 37                | Hołd           |
| 2007                        | „Rewers”                                        | –                 | Czas na prawdę |
| „–” singel nie był notowany |                                                 |                   |                |

Inne
| Rok  | Utwór | Album                                      | Źródło        |
| ---- | --- | ------------------------------------------ | ------------- |
| 2000 | „To czego nie chcą...” – Mor W.A. (gościnnie: Jędker) | Te słowa mówią wszystko                    | [ 35 ]        |
| 2002 | „Tabu – temat zakazany” – Pono (gościnnie: Jędker) „Bałagan na strychu” – Pono (gościnnie: Jędker)                                                                            | Hołd                                       | [ 36 ]        |
| 2002 | „Taki cel” – Fu (gościnnie: Jędker) | Futurum                                    | [ 37 ]        |
| 2004 | „Umiesz prawdę mówić” – Jażwa, Kosior, Jędker | U ciebie w mieście (kompilacja)            | [ 38 ]        |
| 2006 | „Normalne chłopaki” – Fred, Jędker, Hudy HZD, Pono | Prosto Mixtape Deszczu Strugi (kompilacja) | [ 39 ]        |
| 2006 | „Sposób na życie” – Pono (produkcja: Jędker) „Historia jednego bucha” – Pono (produkcja: Jędker)                                                                              | Tak to widzę                               | [ 40 ]        |
| 2007 | „Czemu to robisz?” – Bosski Roman (gościnnie: Jędker) | Krak                                       | [ 41 ]        |
| 2007 | „Jak tu normalnie żyć” – Popek (gościnnie: Jędker) „Na temat” – Popek (gościnnie: Jędker) „Problem” – Popek (gościnnie: Jędker) „To co straciłem” – Popek (gościnnie: Jędker) | Wyjęty spod prawa                          | [ 42 ]        |
| 2007 | „W aucie” – TPWC (gościnnie: Jędker) | Teraz pieniądz w cenie                     | [ 43 ]        |
| 2008 | „Zabawa w chowanego” – Suja (produkcja: Jędker, gościnnie: Jędker, Jaźwa, Ward)                                                                                               | Ulica nadaje                               | [ 44 ] [ 45 ] |
| 2008 | „Chciałbym” – Popek (gościnnie: Jędker) | HeavyWeight                                | [ 46 ]        |
| 2008 | „Puszer” – HiFi Banda (gościnnie: Jędker) | Fakty, ludzie, pieniądze – 5 minut mixtape | [ 47 ]        |
| 2009 | „Odbicie mojej duszy” – Zarys Zdarzeń (gościnnie: Jędker) | Zarys zdarzeń                              | [ 48 ]        |
| 2009 | „Mam moc” – Hudy HZD (gościnnie: Jędker) | Wykorzystana chwila                        | [ 49 ]        |
| 2009 | „Więzi muzyki” – Fundacja nr 1 (gościnnie: Jędker) | Poste restante                             | [ 50 ]        |
| 2009 | „Jak mam żyć?” – Robert M (gościnnie: Jędker) | Taxi                                       | [ 51 ]        |
| 2009 | „Lekcja” – Meritum (gościnnie: Jędker) | Meritum 2                                  | [ 52 ]        |
| 2010 | „Dzień jak co dzień” – Jędker, Diox, MadMajk | Prosto Mixtape 600V (kompilacja)           | [ 53 ]        |

## Teledyski
| Rok  | Tytuł                                                                               | Reżyseria/Realizacja          | Album                          | Źródło |
| ---- | ----------------------------------------------------------------------------------- | ----------------------------- | ------------------------------ | ------ |
| 2007 | „Rewers”                                                                            |                               | Czas na prawdę                 | [ 54 ] |
| 2007 | „Wielkie miasto” (gościnnie: Popek, HiJack, Brad Strut, Kaczy)                      |                               | Czas na prawdę                 | [ 55 ] |
| Inne |                                                                                     |                               |                                |        |
| 2009 | „Ekskluzywny nokaut” – Fu (gościnnie: WWO, Marysia Starosta)                        | Dwaem Media Group             | Retrospekcje                   | [ 56 ] |
| 2010 | „Złudzenie” – TPWC (gościnnie: Jędker)                                              | Sebastian Perchel, Peri Films | To prawdziwa wolność człowieka | [ 57 ] |
| 2010 | „I żeby było normalnie” – Felipe, VNM, Jędker, Pezet, Sokół, Brahu, Numer Raz, Eldo | 1cell                         | Prosto Mixtape 600V            | [ 58 ] |
| 2011 | „Ta noc” – Groovebusterz (gościnnie: Jędker)                                        | Adam Rosołowski               |                                | [ 59 ] |

## Nagrody i wyróżnienia
| Rok  | Nagroda           | Kategoria                                                                                             | Uwagi     | Źródło |
| ---- | ----------------- | --- | --------- | ------ |
| 2011 | VIVA Comet Awards | „Teledysk roku” – „I żeby było normalnie” – Felipe, VNM, Jędker, Pezet, Sokół, Brahu, Numer Raz, Eldo | Nominacja | [ 60 ] |

## Filmografia
| Rok  | Tytuł                   | Uwagi                                                                                         | Źródło        |
| ---- | ----------------------- | --------------------------------------------------------------------------------------------- | ------------- |
| 1987 | Antygona                | Teatr Telewizji, jako paź Kreona, adaptacja dzieła Jeana Anouilha, reżyseria: Andrzej Łapicki | [ 61 ] [ 16 ] |
| 2001 | Mówią bloki człowieku 2 | film dokumentalny, reżyseria: Joanna Rechnio                                                  | [ 62 ]        |
| 2006 | Ziomek                  | rola dubbingowa, serial animowany, reżyseria: Laurent Nicolas                                 | [ 63 ]        |
| 2010 | SkarLans                | reżyseria: Paweł Bilski                                                                       | [ 64 ] [ 65 ] |